# Henriëtte Geertruida Knip
Henriëtte Geertruida Knip (Tilburg, 19 de juliol de 1783 – Haarlem, 29 de maig de 1842) fou una pintora neerlandesa especialitzada en pintura de bodegons de flors.

## Biografia
Va ser filla del pintor Nicolaas Frederik Knip. Després que el seu pare es va quedar cec, va seguir prenent lliçons del seu germà major, Joseph August Knip, i el 1802 es va traslladar amb ell a París, on va ser alumna del pintor de flors Gerard van Spaendonck. Es va convertir en una pintora d'èxit, passava els estius a Haarlem pintat bodegons de flors, i els hiverns es va dedicar a l'ensenyament de la pintura per a senyores a Amsterdam.
El 1824 va tornar de nou a París, aquesta vegada va prendre lliçons del pintor Jan Frans van Dael. Quan el seu germà va començar a quedar-se cec, ella va ser capaç de mantenir-se a si mateixa i a la seva família. Mai va contreure matrimoni i va morir a Haarlem. El seu treball de vegades es confon amb el realitzat per la seva neboda Henriëtte Ronner-Knip, les obres de la qual generalment contenen animals.